# No Es Que Te Extrañe
«No Es Que Te Extrañe» (с исп. — «Не то чтобы я скучала по тебе») — песня, записанная американской певицей Кристиной Агилерой и выпущенная 30 сентября 2022 лейблом Sony Music Latin в качестве пятого сингла из её девятого студийного и второго испаноязычного альбома Aguilera. Песня вошла в финальную «главу» пластинки — La Luz. Авторами песни выступила сама Агилера, а также продюсеры песни — Фредерико Виндвер и Рафаэль Аркауте, а также Эдгар Баррера, Маурисио Ренгиф и Ясмил Марруфо. Текст песни вдохновлён тяжёлыми отношениями певицы с её отцом и домашним насилием с его стороны, которое она пережила в детстве.

## Предыстория и релиз
21 января 2022 года Агилера выпустила испаноязычный мини-альбом La Fuerza. Данный проект был объявлен как часть альбома-трилогии Aguilera — девятого студийного и второго испаноязычного альбома певицы. Сам альбом вышел 31 мая того же года, через день после релиза второго мини-альбома La Tormenta. Через несколько дней певицы сообщила название третьей части альбома — La Luz. По словам певицы, основная тематика третьей главы — исцеление.
В интервью журналу Billboard 27 сентября Агилера рассказала детали насчёт сингла «No Es Que Te Extrañe». По словам певицы, эта песня об «отчуждённых или сложных отношениях, которые у вас, возможно, были с кем-то, с кем вы были близки». Также певицы добавила, что текст песни вдохновлён её личным опытом.
Песня была выпущена в составе сингла «La Luz» 30 сентября 2022 года, вместе с интро и видеоклипом.

## Композиция
«Как мать, я хочу быть самой сильной, здоровой версией себя, ради своих детей. Я написала «No Es Que Te Extrañe», чтобы пройти полный круг, принять, простить и освободиться. Прощение начинается, когда сердечная боль превращается в свободу».
«No Es Que Te Extrañe» была создана во время сессии записи альбома Агилерой в начале 2021 года. Песня написана в жанре пасильо, который происходит из Колумбии и считается национальным стилем музыки в Эквадоре, откуда родом отец Агилеры. Она написана в тональности ре мажор, с умеренно быстрым темпом 184 удара в минуту. Песня разделена на два акта: первый акт представляет собой мягкую балладу, в которой используются только вокал Агилеры и акустическая гитара, в то время как второй акт дополняет первый, который отличается тяжелым латиноамериканским ритмом и повышенной энергией.
Лирически, Агилера поёт о том, как она избавилась от домашнего насилия, с которым они с матерью сталкивались в ранние годы, со стороны отца Агилеры, Фаусто. Она рассказала, что «написала 'No Es Que Te Extrañe', чтобы пройти полный круг, принять, простить и освободиться». Агилера рассказала, что песня о «мирном чувстве завершенности» и понимании того, что у кого-то, кто причинил тебе боль, «тоже может быть своя история».

## Видеоклип
Видео было снято совместно Майком Хо и Агилерой, а спродюсировано Колином Рэндаллом. В нём изображено детство Агилеры, с изображением жестокого обращения её отца с матерью. Видео проводит параллели между детством Агилеры и детством её отца, причём Агилера понимает, что он, возможно, прошёл через подобную ситуацию. Видео заканчивается монологом из песни «Intro (La Luz)».

## Отзывы и критика
«No Es Que Te Extrañe» получила положительные комментарии от критиков, которые высоко хвалили вокал Агилеры и текст песни. Чак Тейлор в обзоре для Billboard похвалили песню за демонстрацию того, что у Агилеры есть всё необходимое, чтобы подняться над тем, от чего зависит известность многих менее заметных актеров Ник Баттер из Sputnikmusic назвал песню «отличной». Редактор The New York Times Келефа Санне положительно оценила тему трека как «бесстрашную».

## Участники записи
Адаптировано из YouTube.

#### Персонал
- Написание – Кристина Агилера, Эдгар Баррера, Федерико Виндвер, Жан Родригес, Пабло Пресиадо, Рафа Аркаут, Ясмиль Марруфо
- Продюсирование – Рафа Аркаут, Федерико Виндвер
- Микширование – Майк Сиберг
- Запись – Фелипе Трухильо, Рэй Чарльз Браун-младший.
- Мастеринг – Джейсен Джошуа
- Вокал  – Кристина Агилера
- Аранжировка и дирижирование струнными – Давиде Рози, Роланд Гаджате

## Чарты
| Чарт (2022)                        | Высшая позиция |
| ---------------------------------- | -------------- |
| US Latin Digital Songs (Billboard) | 9              |

## История релиза
| Регион | Дата             | Формат                        | Лейбл      | Ист.   |
| ------ | ---------------- | ----------------------------- | ---------- | ------ |
| Мир    | 30 сентября 2022 | Цифровая дистрибуция стриминг | Sony Latin | [ 23 ] |